# آلتویندک
آلتویندک دهکده ای در بخش کرایس سوئست در نزدیکی شهرستان زوئست، آلمان در ایالت نوردراین-وستفالن آلمان است.